# 207723 Jiansanjiang
207723 Jiansanjiang è un asteroide della fascia principale. Scoperto nel 2007, presenta un'orbita caratterizzata da un semiasse maggiore pari a 2,3398995 UA e da un'eccentricità di 0,0492138, inclinata di 3,66814° rispetto all'eclittica.